# 12130 Mousa
12130 Mousa este un asteroid din centura principală de asteroizi.

## Descriere
12130 Mousa este un asteroid din centura principală de asteroizi. A fost descoperit pe 9 septembrie 1999 la Socorro, New Mexico, în cadrul proiectului LINEAR. Asteroidul prezintă o orbită caracterizată de o semiaxă mare de 2,64 ua, o excentricitate de 0,11 și o înclinație de 5,7° în raport cu ecliptica.